# 虎紋花蛇鰻
虎紋花蛇鰻，為輻鰭魚綱鰻鱺目糯鰻亞目蛇鰻科的其中一種，分布於東太平洋區，從加利福尼亞灣至秘魯海域，棲息深度可達60公尺，體長可達74公分，棲息在沙泥底質海域，屬肉食性，會將身體埋藏於沙泥中。

## 擴展閱讀
維基物種上的相關：虎紋花蛇鰻